# Saint-Yrieix-les-Bois
Saint-Yrieix-les-Bois è un comune francese di 320 abitanti situato nel dipartimento della Creuse, nella regione della Nuova Aquitania.

## Società

### Evoluzione demografica
Abitanti censiti